# JA z jednej strony i JA z drugiej strony mego mopsożelaznego piecyka
JA z jednej strony i JA z drugiej strony mego mopsożelaznego piecyka – proza poetycka Aleksandra Wata opublikowana jesienią 1919 roku (z datą 1920).
Wat nawiązuje do najważniejszych motywów europejskiej kultury antycznej i chrześcijańskiej, eposów bohaterskich, ale także do Sezonu w piekle oraz Iluminacji Rimbauda. Dominuje groteska, antyestetyzm, język prymitywny i bluźnierczy, oniryczne i mroczne obrazy z pogranicza pornografii. Są to jednocześnie cechy charakterystyczne surrealizmu, który (jako prąd literacki) pojawił się we Francji za sprawą manifestów André Bretona w 1924 roku.
Utwór napisał Wat jako „osiemnastoletni studencik”, w styczniu 1919 r., przy 39-40 stopniach gorączki, „w czterech czy pięciu transach”. Miał on formę psychoanalitycznej spowiedzi. Poprzedzony został dwoma mottami:
- Porzucam rechoty żab, krakanie kruków i od czczej nicości zmierzam do logiki, która nie boi się „więc” śmierci. (Jakub de Voragine, Złota legenda)
- Ujrzysz w tym obrazie włóczęgę posępnego i samotnego, pogrążonego w ruchliwej fali tłumu i posyłającego serce i myśl ku odległej Elektrze, która niedawno ocierała czoło jego stargane w pocie, i odświeżyła wargi, stwardniałe od gorączki. (Charles Baudelaire, Sztuczne raje).

Książka składa się z trzech części:
- Pachnące ręce Aleksandra Wat’a
- Pogrobowiec przyjaciółki
- Antykwariat anielskich ekstrawagancji

Poeta posłużył się, na parę lat przed André Bretonem, surrealistyczną techniką „zapisu automatycznego” (écriture automatique), określając ją „samozapisem, automigawką”. W komentarzu opublikowanym w tomie Ciemne świecidło (Paryż 1968) wyliczył „chwyty i nowinki”, które zastosował w utworze, ilustrując je przykładami:
- odklejanie dyskursu składni poetyckiej od dyskursu i składni logicznej
- zakwestionowanie składni, próbowanie wytrzymałości jej do ostatnich granic, poza którymi jest bełkot: „drepczę i kwiczę: tim tju tua tm…”, „palce, lce, paapa p pa-pa”
- pełna grozy preponderancja [przewaga, prymat] świata rzeczy nad światem człowieka: „ Podkute nogi stołów zbuntowały się, wyją: mama daj cycy!”
- nirwana gnuśności: „…ulitowałem się nad każdym istnieniem i dałem mu obietnicę bezpracy”
- prześmiewcza parafraza poprzedników [poetów i pisarzy Młodej Polski]
- próba stworzenia obrazu oderwanego od oglądu, niedającego się wyobrazić: „…stopy moje okłamują pracę bednarską kafli”[4]

Książeczka Wata nie została zauważona przez krytykę. Jedynie Stanisław Ignacy Witkiewicz poświęcił jej entuzjastyczny artykuł. Cały futurystyczny dorobek Wata to, obok śmiałego eksperymentu jakim był Mopsożelazny piecyk, zaledwie kilkanaście wierszy recytowanych na wieczorach autorskich i umieszczonych w alamanachu „Gga” (Fruwające kiecki), do których nie przywiązywał szczególnej wagi.